# Prikrnica
Prikrnica je naselje v Občini Moravče, v bližini Gradiškega jezera.
V Prikrnici je svojo mladost preživljal slovenski smučarski skakalec Primož Peterka.